# アフリカ系ウルグアイ人
アフリカ系ウルグアイ人は、ウルグアイにおけるアフリカ系の市民のことである。特に首都モンテビデオに集中して暮らしており、ムラートと合わせると、192,000人程になる。これはウルグアイ国民の約4%を占めていると見られている。

## 歴史
ウルグアイでは都市の発展が遅れたため、1700年代の後半からアフリカからバントゥー系の黒人奴隷がバンダ・オリエンタルに連行されるようになった。
主にポルトガル人によってポルトガル植民地のアンゴラやモサンビーク、セネガル、シエラ・レオネ、多少のスペインのアフリカ植民地（赤道ギニア）などから連行され、ブラジルのサンタ・カタリーナ、リオ・デ・ジャネイロ、バイーアなどからも導入された。モンテビデオは黒人奴隷陸揚げの主要港になり、多くの黒人がペルーやボリビアを目指していったようである。換金作物のプランテーションや、鉱山が存在しないウルグアイでは黒人奴隷は主に家内奴隷として扱われた。
ウルグアイの国民的英雄ホセ・ヘルバシオ・アルティーガスは黒人の精鋭部隊を率いて植民地主義者と戦った。自らも黒人だったアルティガスの参謀の一人、ホアキン・レシーナは、彼の業績を称えた頌歌を作った黒人奴隷を解放し、ウルグアイの黒人に解放の先駆者だと考えられた。
ウルグアイの国家成立時には、黒人も他の人々のように戦った。ブラジル帝国に併合され、シスプラチナ州と名前を変えられていたバンダ・オリエンタルに潜入し、1825年から1828年までの独立戦争をフアン・アントニオ・ラバジェハ将軍と共に戦った33人の東方人の中にはホアキン・アルティーガスや、ディオニシオ・オリーベのようなアフリカ系ウルグアイ人もいた。
東方州がウルグアイ東方共和国として独立してからは、1842年に奴隷制が廃止された。隣国アルゼンチンで黒人を保護したフアン・マヌエル・デ・ロサスの独裁が終わると以下のような理由によりウルグアイで黒人人口が増えることになった。
- モンテビデオには既に大きな黒人コミュニティがあり、ブエノスアイレスよりは政治的な敵意も少なく感じられ、さらにブエノスアイレスよりも湿度が低く過ごしやすかったので、アルゼンチンから黒人が移住してきた。
- 三国同盟戦争が勃発すると、アフリカ系アルゼンチン人は人口に対して不釣合いな程の人数が徴兵されたので、戦後再び多くがウルグアイに移民した。

このようにしてアルゼンチンでは黒人人口が減り、ウルグアイでは黒人人口が増加した。モンテビデオで黒人が特に多く住む地区はカンチャ（cancha）と呼ばれ、そこでの祭り（カンドンベ）は屋外で行われた。
ウルグアイの人種差別は比較的弱いが、それでもないわけではない。黒人の平均賃金は白人の平均賃金の65%程である。

## 著名な人物
- ホセ・アンドラーデ - サッカー選手
- ニコラス・オリベラ - サッカー選手
- マルセロ・サラジェタ - サッカー選手
- ダリオ・シルバ - サッカー選手
- オブドゥリオ・バレラ - サッカー選手
- リカルド・モラレス - サッカー選手
- ルベン・ラダ - 音楽家
- マリオ・レゲイロ - サッカー選手

## 脚註
1. ↑  “Afro-Uruguayan”. Joshua Project.   U.S. Center for World Mission. 2008年8月25日閲覧。